# Ilmāja
Ilmāja – stacja kolejowa w pobliżu miejscowości Mazilmāja, w gminie Południowa Kurlandia, na Łotwie. Położona jest na linii Jełgawa - Lipawa.